# Docks

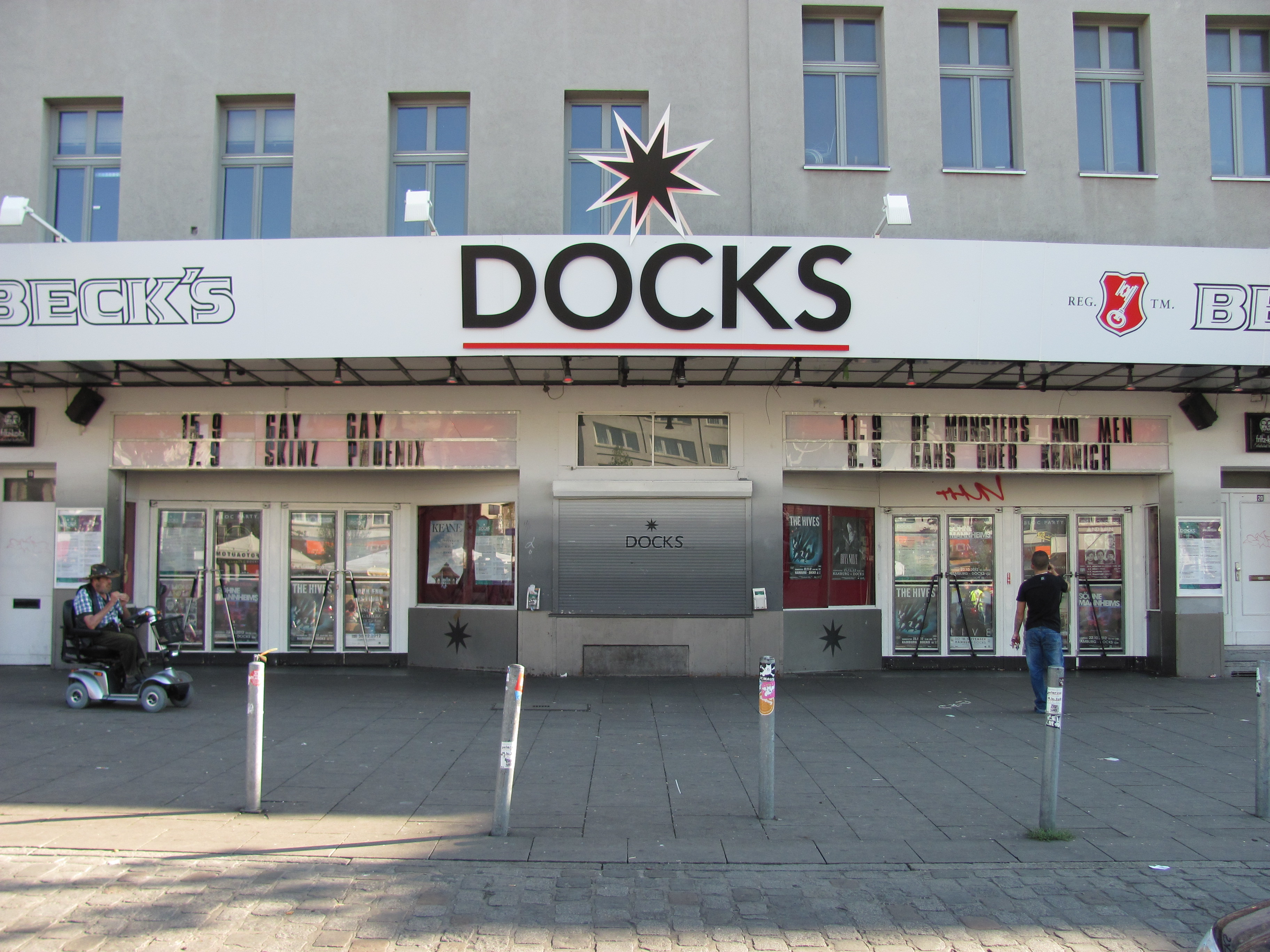
Docks

Das Docks, früher auch als D-Club bekannt, ist ein Veranstaltungs- und Kulturzentrum in Hamburg. Es ist im Stadtteil St. Pauli unmittelbar am Spielbudenplatz gelegen. Mit einer Kapazität von 1.250 bis 1.500 Besuchern ist es der größte unter den Hamburger Musikclubs. Ehemals befand sich in dem Gebäude Knopfs Lichtspielhaus, das oftmals als ältestes ortsfestes Kino in Deutschland genannt wird. In der angeschlossenen Prinzenbar finden ebenfalls Konzerte und Veranstaltungen statt.

## Geschichte
Nachdem Eberhard Knopf bereits vor 1900 „Eberhard Knopfs Konzert und Automatenhaus“ am Spielbudenplatz 21 betrieben hatte und Kuriositäten wie die „Weltwunder Australiens“ und den „größten Mann der Welt“ gezeigt hatte, präsentierte er am 20. Februar 1900 seinem Publikum das „lebende Laufbild“, mehrere 25–30 Meter lange Filme. Die Leinwand war mitten im Gastraum frei hängend angebracht, so dass das Publikum von beiden Seiten darauf sehen konnte, wobei die hinter der Leinwand sitzenden Betrachter ein spiegelverkehrtes Bild sahen, wofür sie aber auch nur einen ermäßigten Eintrittspreis zahlten. Es hatte nahebei bereits ein Ladenkino in einem Laden der Firma Kobero & Co bestanden. Knopf erwarb diese Einrichtung, begann längere Filme zu zeigen – 1902 bereits eine Verfilmung von Robinson Crusoe – und eröffnete im September 1906 wegen des zunehmenden Erfolgs in einem Anbau des alten Knopfs am Spielbudenplatz 19, wo sich das Gebäude bis heute befindet, ein Filmtheater mit 667 Plätzen. 1922 umgebaut und vergrößert, überstand es die Bombardierungen des Zweiten Weltkriegs überwiegend unbeschadet.
Am 27. Juli 1945 war es eines jener Filmtheater, die für die Zivilbevölkerung wiedereröffnet werden konnten. Von 1930 bis 1950 besuchten etwa elf Millionen Besucher das Kino. 1965 wurde es zum Sexfilmtheater „Eros-Cine-Center“ umgebaut, 1974 zum Hollywood-Kino bzw. Varieté im Nostalgiestil. Da letzteres erfolglos blieb, erfolgte die Umwandlung in „Knopf’s Music Hall“, aus der am 14. September 1988 die Diskothek bzw. der Musikclub Docks wurde. Zahlreiche namhafte Künstler traten dort in den etwa 25 Jahren des Bestehens auf. 1997 spielten dort Metallica und nannten das Docks den „verdammt beste(n) Klub der Welt“. Weitere Künstler waren (Auswahl): David Bowie mit Tin Machine, die Red Hot Chili Peppers, Iggy Pop, Peter Maffay, Die Ärzte, Black Sabbath, Public Enemy, Nelly Furtado, Roxette, die Ramones, Tom Petty und Blondie.
Ende der 1990er Jahre wurde dem Club der Untertitel D-Club beigegeben und außen sichtbar angebracht – dennoch ist der Club weithin als Docks bekannt und firmiert auch offiziell so. Ab etwa 2008 kam es zu Diskussionen um die Zukunft des Docks. Pläne u. a. des Betreibers des benachbarten St.-Pauli-Theaters und Schmidt-Theaters, Norbert Aust, sahen den Abriss und die Errichtung eines weiteren Revuetheaters an dieser Stelle vor. Aust bezeichnete das Docks im Verlaufe dessen als „Ruine“. Docks-Betreiber Amir Ahmadi wehrte sich gegen diese Pläne.
2010 fand ein Betreiberwechsel statt. Seither ist die am Spielbudenplatz ansässige Firma „M.T.M. more than music! Veranstaltungs GmbH“ für den Betrieb zuständig.
Im Sommer 2020 hingen Plakatwände an der Großen Freiheit 36 wie am Docks, auf denen jede Person für 20 Euro ihre Meinung zu Corona hinterlassen kann. So wurden die Aussagen und Standpunkte von Corona-Kritikern wiedergegeben sowie teilweise auf entsprechende Websites wie KenFM oder Rubikon verwiesen. Darüber hinaus waren laut dem Betreiber jedoch hälftig auch Plakatflächen für Aussagen von Maßnahmenbefürwortern reserviert. Nachdem es eine Debatte zu den Plakatwänden etwa in den sozialen Medien gegeben hatte, forderten im März 2021 verschiedene Konzertveranstalter die Betreiber von Grosser Freiheit 36 und dem Docks auf, die Plakate zu entfernen, da sie Falschinformationen und Verschwörungstheorien verbreiteten, was die Veranstalter als inakzeptabel ansähen.

## Neuer Betreiber seit 2023
Seit dem 1. Januar 2023 hat das Docks einen neuen Betreiber – Benny Dianat. Kein unbekanntes Gesicht, denn bis 2018 sorgte er mit seiner damaligen Security-Firma für Sicherheit in den Clubs. Von den Wandzeitungen seines Vorgängers distanziert sich Dianat in einer Pressemitteilung deutlich. Dort heißt es: „Ich bin alleiniger Betreiber der beiden Clubs! Und in meinen Clubs ist nur Platz für Freude, Respekt und viele tolle Events.“ Die Veranstalter reagierten entsprechend und beendeten ihren Boykott mit sofortiger Wirkung.
Seither findet wieder regelmäßig allerlei Konzerte und Partys im Docks wie auch der zugehörigen Prinzenbar statt.